# 老人院

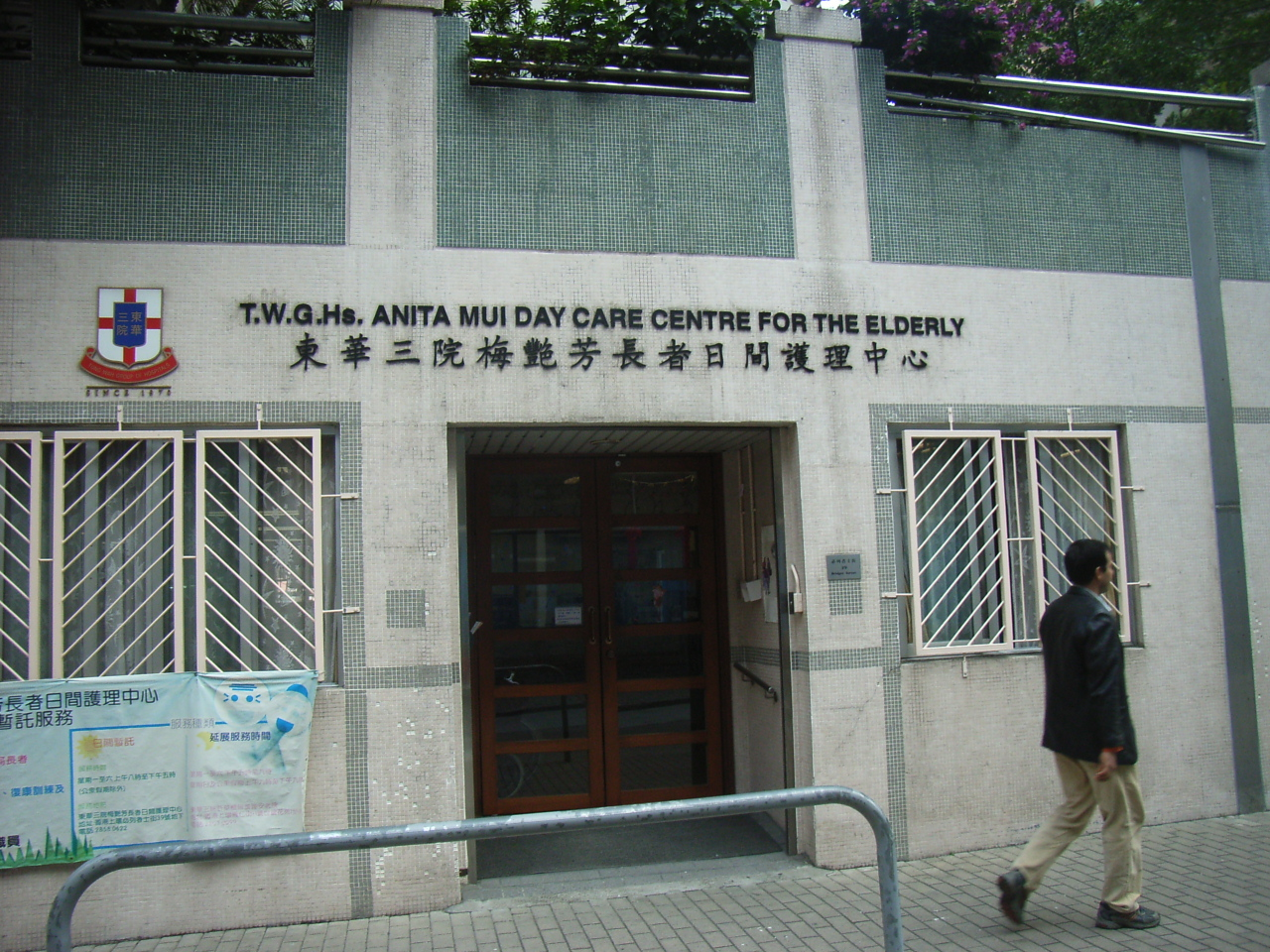
香港一所老人院

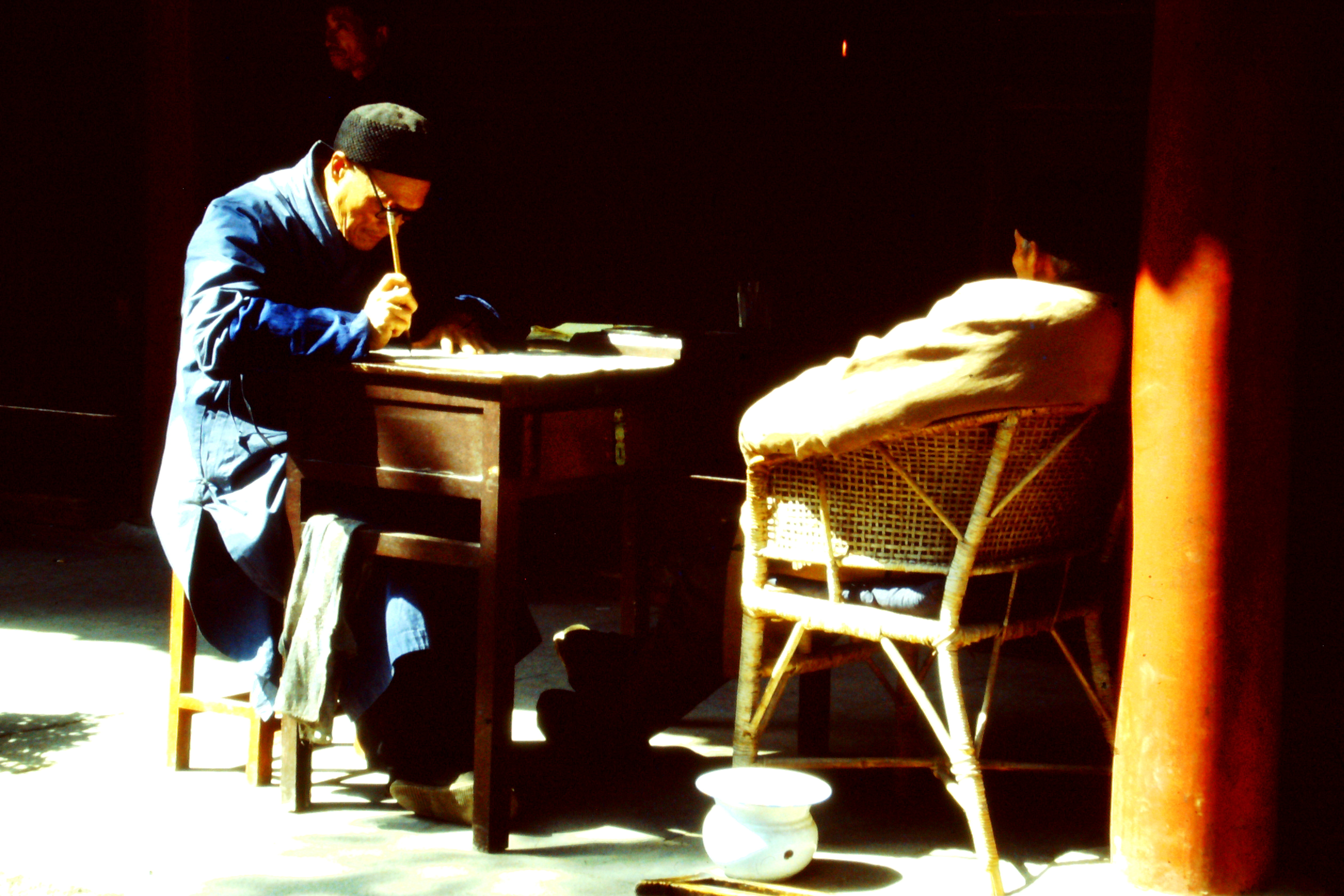
北京一所老人院

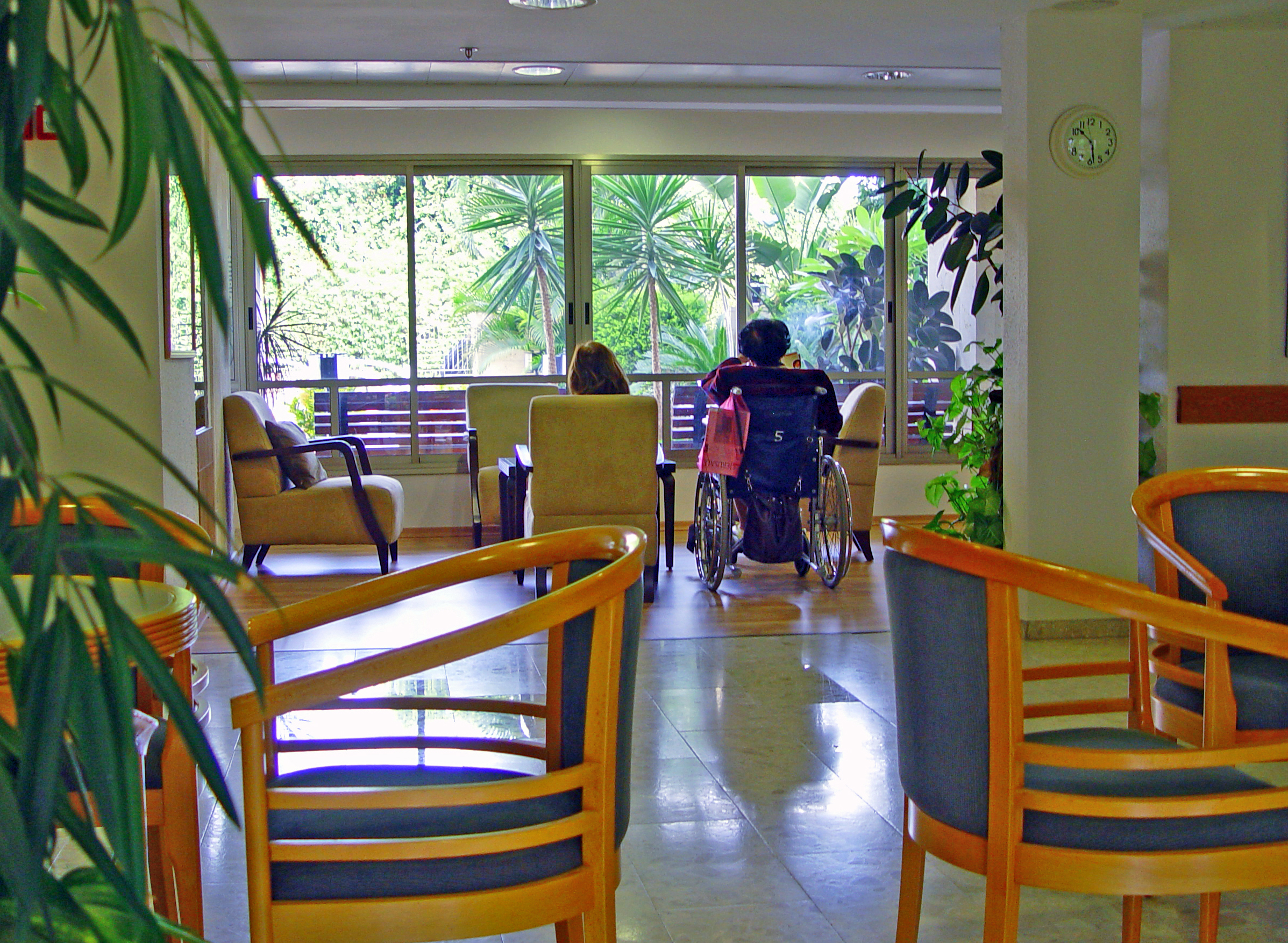
以色列一所老人院

老人院也叫安老院、養老院、安養院，是一些社區服務的機構，是為老人提供住宿和日常起居照顧的地方，工作人員分為社工、護士、醫生、物理治療師、職業治療師、義工及助理員等，提供的是老人服務。
老人院因為其服務內容，或市場定位的不同，也有其它名稱，如備有專門療養、護理服務的稱為護理安老院，簡稱護老院。
老人院有些是非營利組織、慈善機構，也有不少是商業經營。

## 服務內容
- 居住
- 健康
- 飲食
- 身體檢查
- 康樂活動
- 沐浴
- 理髮
- 醫療